# Proèdre
Pour l’article homonyme, voir Proèdre (Empire byzantin).
Au IVe siècle av. J.-C. à Athènes, les Proèdres se substituent aux Prytanes pour présider les débats de l'Ecclésia, surveillant le déroulement des débats et comptabilisant les suffrages. Ils président également la Boulê, qui ne se réunit pas en même temps que l'Ecclésia. 
Ils sont tirés au sort pour une seule journée parmi les bouleutes, à raison d'un pour chacune des neuf tribus autres que celle qui exerce la prytanie.

## Raisons de ce changement
- Il peut s'agir de la réglementation d'un processus longtemps anarchique dans un souci d'efficacité.

- Les votes de l’Ecclésia se faisant à main levée, les scrutins serrés durent poser quelques problèmes logistiques. On suppose donc que les Prytanes chargés du décompte de voix se répartissaient la tâche, se concertaient, et sans doute en cas de désaccord procédaient à un vote entre eux. Afin de limiter leur rôle (les Prytanes sont membres de la même tribu), et pour couper court aux discussions, neuf proèdres (nombre impair qui permettait de les départager) issus des autres tribus remplirent cette mission.

## Sources
- (fr) Pierre Pellegrin (dir.) (trad. du grec ancien), Aristote : Œuvres complètes, Paris, Éditions Flammarion, 2014, 2923 p. (ISBN 978-2-08-127316-0)
- Aristote, Constitution d'Athènes [détail des éditions] (lire en ligne), Chap 44